# アキコ・ゴザード
アキコ・ゴザード（Akiko Gothard、出生名：尾関 明子、1930年10月7日 - 2020年7月6日）は、アメリカ合衆国で活躍した日本人女性調教師。

## 経歴

### 出生
1930年10月7日、4人兄弟の長女として生まれる。家族は鉄鋼会社を経営する名門一族で、岡田菊次郎と交流があった。

### 結婚、アメリカへ
通訳としてアメリカ軍に雇用されていた明子は、職場で陸軍軍人のドン・マクヴァリッシュと出会う。1955年3月22日に当時はまだ異例だった国際結婚を行うと、翌年1月にはアメリカ合衆国のカリフォルニアに移住した。娘の誕生後しばらくは主婦業に専念した。1964年にオハイオ州、1966年にはケンタッキー州レキシントンに居を移している。
1969年には学位取得を目指してケンタッキー大学に入学。カリフォルニア大学バークレー校で行動科学の博士号を取得しマイアミ大学に勤務していた夫の助けを受け、心理学の学位を取得している。その後はケンタッキー大学で日本文化と日本語の教職に就いた。

### 競馬との出会い
勤務していたケンタッキー大学で、アキコは競走馬の生産牧場「ハンブルグ・プレース」の経営者であるプレストン・マドンと出会う。彼の同業者であり、海外進出を見据えて渡米していた社台ファーム創業者・吉田善哉の通訳を依頼されたアキコはこれを受諾、これが競馬との出会いになった。
吉田善哉の通訳を務めたことをきっかけにサラブレッド・ビジネスに進出したアキコは、次は下河辺牧場をはじめとした日高地区の生産者に頼られるようになる。賃貸業や畜産業、小売業など多角的にビジネスを行っていたアキコはアメリカ国務省にパイプを作っており、繁殖牝馬マッチレスネイティブの日本輸入の手続きにトラブルが起きた際はこれを見事に解決している。また、ケンタッキーダービーを勝ったダストコマンダーの買い戻しの際にも交渉にあたっており、「種牡馬の墓場」と揶揄された日本競馬のイメージ払拭にも貢献している。
また、ピンフッカーとしても活動していたアキコは、後に史上最多のG1競走16勝を記録するジョンヘンリーを所有していたが、調教に耐えられないだろうという獣医師の助言に従って同馬を手放してしまっている。

### 調教師として
競馬に傾倒し始めたアキコは、1993年に日本人として初となる調教師免許を取得。キャリア1年目に早くも17勝を挙げた。特にセクレトズハイダウェイ（Secreto's Hideaway）はダストコマンダーステークスやパイオニアステークスなどのリステッド競走を制している。
1998年からは最大の活躍馬となるケイワンキング（K One King）を管理。1999年にはケンタッキーダービーに出走を果たし、女性調教師として史上10人目となる同レース参戦となった。また、2000年のオークローンハンデキャップでは、ドバイワールドカップ勝ち馬のアルムタワケルやブリーダーズカップクラシック勝ち馬のキャットシーフを退け、G1制覇の快挙を成し遂げた。
2015年に健康上の理由で調教師を引退した。通算成績は347勝だった。2020年7月6日に病気によって89歳で死亡した。